# Bathyspinula scheltemai
Bathyspinula scheltemai is een tweekleppigensoort uit de familie van de Bathyspinulidae. De wetenschappelijke naam van de soort is voor het eerst geldig gepubliceerd in 1982 door Allen & Sanders.